# Экономическая комиссия для Латинской Америки и Карибского бассейна
Экономическая комиссия для Латинской Америки и Карибского бассейна (ЭКЛАК или ЭКЛАК ООН); англ. United Nations Economic Commission for Latin America and the Caribbean, UN ECLAC, исп. Comisión Económica para América Latina y el Caribe (CEPAL), порт. Comissão Econômica para a América Latina e o Caribe (CEPAL), фр. Commission économique pour l'Amérique latine et les Caraïbes (CEPALC), одна из пяти региональных комиссий Экономического и Социального Совета ООН. Создана на начальном этапе формирования системы учреждений ООН с целью содействия экономическому развитию стран Латинской Америки, координации их действий, направленных на достижение этой цели и укрепления экономических связей между странами и с другими государствами мира.

## История создания. Цели и задачи
25 февраля 1948 г. ЭКОСОС принял резолюцию 106(VI), в которой зафиксировано решение о создании Экономической комиссии для Латинский Америки (ЭКЛА). В этой резолюции в краткой форме был сформулирован мандат Комиссии, включавший в себя инициативное участие в совместных действиях с целью решения возникших в результате войны проблем экономического характера; активизацию экономической деятельности на континенте и развитие экономических связей стран Латинской Америки как между собой, так и с другими странами мира; исследование и изучение экономических и технологических вопросов, сбор, анализ и распространение экономических, технологических и статистических данных и др. направления деятельности.
Первоначальными членами Комиссии были 21 независимое государство Латинской Америки, Великобритания, Голландия, Канада, США и Франция. Впоследствии членский состав пополнили государства Карибского бассейна, а 24 июля 1984 года по решению ЭКОСОС Комиссия получила своё нынешнее название — Экономическая комиссия для Латинской Америки и Карибского бассейна (ЭКЛАК).
Расширен был и мандат ЭКЛАК, в частности, помимо функций, перечисленных в резолюции ЭКОСОС E/RES/106 (VI), в круг ведения организации была включена обязанность «рассматривать, по мере необходимости, социальные аспекты экономического развития и взаимосвязь экономических и социальных факторов». Комиссия призвана прежде всего заниматься поиском решений проблем, возникающих в Латинской Америке и Карибском бассейне в результате мировой экономической дезадаптации и других связанных с ней проблем в качестве вклада в общие усилия по восстановлению экономики и достижению экономической стабильности во всем мире.

## Государства-члены

Страны-члены ЭКЛАК

В состав Экономической комиссии для Латинский Америки и Карибского бассейна входят 33 латиноамериканских государства, 13 стран Северной Америки, Европы и Азии, связанных с регионом тесными историческими, экономическими и культурными связями, а также ряд несамоуправляющихся территорий, входящих в состав Комиссии на правах ассоциированных членов — итого 46 государств и 14 несамоуправляющихся территорий с общим населением 653 962 300 человек.
Представители ассоциированных членов имеют право участвовать во всех заседаниях Комиссии без права голоса, могут быть назначены членами любого комитета или другого подчиненного органа, который может быть создан Комиссией, и могут занимать должности в таких органах.
Члены ЭКЛАК:
- Антигуа и Барбуда
- Аргентина
- Багамские острова
- Барбадос
- Белиз
- Боливия
- Бразилия
- Венесуэла
- Гаити
- Гайана
- Гватемала
- Германия
- Гондурас
- Гренада
- Доминика
- Доминиканская Республика
- Испания
- Италия
- Канада
- Колумбия
- Коста-Рика
- Куба
- Мексика
- Нидерланды
- Никарагуа
- Норвегия
- Панама
- Парагвай
- Перу
- Португалия
- Республика Корея
- Сальвадор
- Сент-Винсент и Гренадины
- Сент-Китс и Невис
- Сент-Люсия
- Соединенное Королевство Великобритании и Северной Ирландии
- Соединенные Штаты Америки
- Суринам
- Тринидад и Тобаго
- Турция
- Уругвай
- Франция
- Чили
- Эквадор
- Ямайка
- Япония

Ассоциированные члены ЭКЛАК:
- Ангилья
- Аруба
- Бермудские острова
- Британские Виргинские острова
- Виргинские острова (США)
- Гваделупа
- Каймановы острова
- Кюрасао
- Мартиника
- Монтсеррат
- Острова Теркс и Кайкос
- Пуэрто-Рико
- Синт-Мартен
- Французская Гвиана

## Высший орган ЭКЛАК и организация работы Комиссии
Стратегические и наиболее ответственные решения, касающиеся круга ведения Комиссии, принимаются на общих конференциях стран-членов, которые проводятся раз в два года. Решение о сроках и месте проведения (согласно Правилам процедуры Комиссии при определении места действует принцип ротации) каждой последующей сессии принимается на текущей сессии, с одобрения ЭКОСОС и в консультации с Генеральным секретарём ООН.
Для участия в общей конференции Комиссия может пригласить (в совещательном качестве, т.е. без права голоса) представителей любого государства, не являющегося её членом, или специализированного учреждения ООН, если сочтёт, что обсуждаемые на конференции вопросы имеют прямое отношение к такому государству или специализированному учреждению.
Согласно Правилам процедуры, раз в год Комиссия направляет Экономическому и Социальному Совету и странам-членам полный отчет о своей деятельности и планах (в те годы, когда Комиссия не проводит сессию, такой доклад представляет Исполнительный секретарь Комиссии).
В связи с пандемией коронавируса, очередная, тридцать восьмая сессия ЭКЛАК впервые в истории прошла в режиме онлайн с 26 по 28 октября 2020 г.
В период между общими конференциями Комиссия осуществляет работу через вспомогательные органы, к числу которых относятся Комитет полного состава, Комитет по развитию и сотрудничеству стран Карибского бассейна, Комитет по сотрудничеству Юг-Юг, Конференция по науке, инновациям и информационно-коммуникационным технологиям, Региональные конференции по народонаселению и развитию, социальному развитию и по положению женщин, Региональный совет по планированию и Статистическая конференция стран Северной и Южной Америки.

## Глава ЭКЛАК, Секретариат и субрегиональные представительства
Постоянно действующим органом ЭКЛАК, обеспечивающим выполнение решений Комиссии и организующим повседневную работу её органов, является Секретариат. Секретариат ЭКЛАК:
- обеспечивает основное секретариатское обслуживание и подготовку документации для Комиссии и ее вспомогательных органов;
- проводит исследования, анализ и другие вспомогательные мероприятия в рамках круга ведения Комиссии; собирает, систематизирует, обрабатывает и распространяет информацию и данные об экономическом и социальном развитии региона;
- содействует экономическому и социальному развитию на основе регионального и субрегионального сотрудничества и интеграции;
- предоставляет консультативные услуги правительствам по их просьбе; планирует, разрабатывает и осуществляет программы технического сотрудничества;
- осуществляет разработку и содействует осуществлению мероприятий и проектов в области сотрудничества в целях развития на региональном и субрегиональном уровнях;
- организует конференции и совещания межправительственных групп и групп экспертов и обеспечивает финансирование учебных семинаров, симпозиумов и практикумов;
- осуществляет координацию деятельности ЭКЛАК с деятельностью основных департаментов и управлений Центральных учреждений Организации Объединенных Наций, специализированных учреждений и межправительственных организаций во избежание дублирования и обеспечения взаимодополняемости обмена информацией[8].

Главой Секретариата и высшим должностным лицом Комиссии является Исполнительный секретарь. Он обеспечивает общее руководство работой Секретариата, в частности: (а) отвечает за осуществление всех мероприятий ЭКЛАК; (б) оказывает Генеральному секретарю ООН содействие и консультативные услуги, информирует его по вопросам, касающимся деятельности Комиссии, и выполняет любые специальные поручения Генерального секретаря; (в) предоставляет основную информацию и обсуждает вопросы и проблемы, затрагивающие Комиссию, с представителями государств-членов, членами директивных органов, другими департаментами и управлениями Секретариата ООН, специализированными учреждениями, межправительственными и неправительственными организациями; (г) намечает общие стратегии, необходимые для разработки и осуществления программы работы Комиссии и др. С 2022 года Исполнительным секретарём ЭКЛАК является Хосе Мануэль Салазар-Ширинакс (исп.  José Manuel Salazar-Xirinachs).

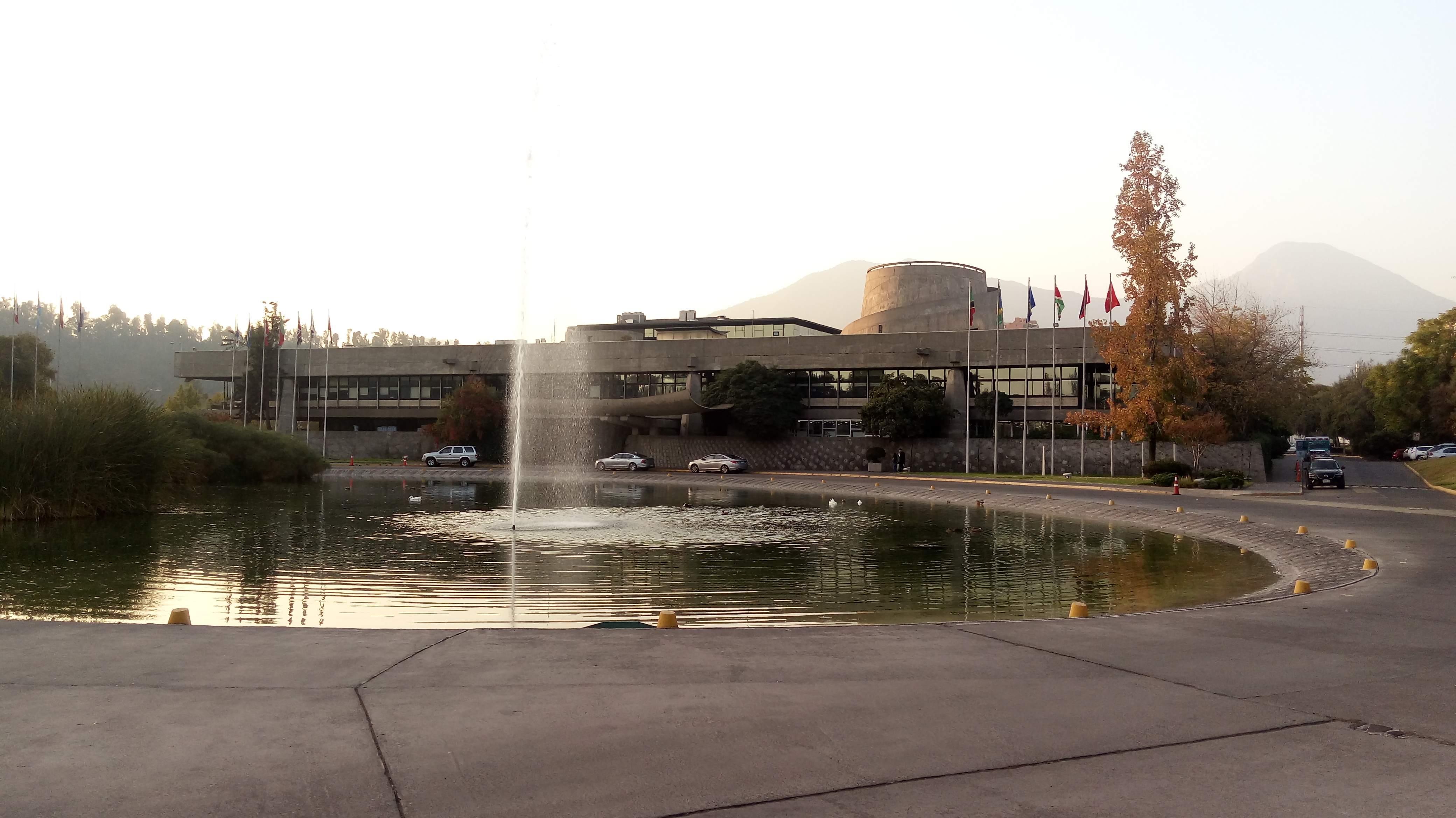
Здание Секретариата ЭКЛАК в Сантьяго, Чили

 Как и Исполнительный секретарь, сотрудники Секретариата ЭКЛАК назначаются Генеральным секретарём ООН и включаются в общее число сотрудников Секретариата ООН. Официальными языками Экономической комиссии для Латинской Америки и Карибского бассейна являются английский, испанский, португальский и французский. Рабочие языки — английский, испанский и французский.
Бюджет Комиссии финансируется из регулярного бюджета ООН. Утверждённый Генеральной Ассамблеей ООН бюджет ЭКЛАК на двухгодичный период 2018—2019 гг. составил 112 450 200 долларов США.
Центральные учреждения ЭКЛАК располагаются в Сантьяго, Чили. В июне 1951 года Комиссия учредила субрегиональную штаб-квартиру ЭКЛАК в Мехико, которая обслуживает потребности субрегиона Центральной Америки, а в декабре 1966 года в Порт-оф-Спейне, Тринидад и Тобаго, была основана субрегиональная штаб-квартира ЭКЛАК для стран Карибского бассейна. Кроме того, ЭКЛАК имеет страновые офисы в Буэнос-Айресе, Бразилиа, Монтевидео и Боготе, а также офис по связям в Вашингтоне, округ Колумбия.